# Kimberlee Peterson
Kimberlee Michelle Peterson (* 8. Mai 1980 in Boise, Ada County, Idaho) ist eine US-amerikanische Schauspielerin und ehemalige Kinderdarstellerin.

## Leben
Peterson wurde am 8. Mai 1980 in Boise geboren, wuchs aber im US-Bundesstaat Colorado auf. Mit vier Jahren hatte sie eine Statistenrolle in der Fernsehreihe Perry Mason inne. Mit zehn Jahren drehte sie privat einige Ausbildungsfilme für eine Polizeibehörde. Die Resonanz auf ihre Leistung erhielt viel Lob und Anerkennung. Als sie zwölf Jahre alt war, nahm sie am Wettbewerb Hooray For Hollywood teil, der in Los Angeles ausgetragen wurde. Sie gewann einige Auszeichnungen und weckte berechtigtes Interesse von Hollywood-Agenten und -Managern. Im folgenden Jahr trat sie der Screen Actors Guild bei. Im Alter von 14 Jahren zog sie mit ihrer Mutter nach Los Angeles um.
Sie gab ihr Schauspieldebüt mit 15 Jahren in einer Episode der Fernsehserie Fudge. Im folgenden Jahr übernahm sie im Fernsehfilm Der lange Weg nach Hause an der Seite von Anne Bancroft mit der Rolle der Dicey Tillerman eine der Hauptrollen. 1997 folgte eine Episodenrolle in der Fernsehserie Ein Hauch von Himmel sowie die weibliche Hauptrolle der Karen Lacy im Fernsehfilm Jäger der verborgenen Schatzkammer an der Seite von Stacy Keach und Brock Pierce. In den nächsten Jahren folgten Episodenrollen in verschiedenen Fernsehserien und Nebenrollen in Spielfilmen.
Größere Serienrollen folgten in Undressed – Wer mit wem?, in Schatten der Leidenschaft, in Boston Public sowie in The West Wing – Im Zentrum der Macht. Ab Mitte der 2000er Jahre wirkte sie nur noch selten und in unregelmäßigen Abständen als Fernseh- und Filmschauspielerin mit. 2009 war sie in der Filmkomödie Serious Moonlight als Trashy zu sehen. 2011 stellte sie im Videospiel L.A. Noire den Charakter Jean Archer dar.

## Filmografie
- 1995: Fudge (Fernsehserie, Episode 2x04)
- 1996: Der lange Weg nach Hause (Homecoming) (Fernsehfilm)
- 1997: Ein Hauch von Himmel (Touched by an Angel) (Fernsehfilm) (Fernsehserie, Episode 3x16)
- 1997: Jäger der verborgenen Schatzkammer (Legend of the Lost Tomb) (Fernsehfilm)
- 1998: Profiler (Fernsehserie, Episode 2x17)
- 1999: Last Man On Planet Earth (Fernsehfilm)
- 1999: Primal Force (Fernsehfilm)
- 1999: Undressed – Wer mit wem? ((MTV's) Undressed) (Fernsehserie, 4 Episoden)
- 1999: Sechs unter einem Dach (Get Real) (Fernsehserie, Episode 1x05)
- 1999: Chicken Soup for the Soul (Fernsehserie)
- 2000: Farewell, My Love
- 2000: Secret Cutting (Fernsehfilm)
- 2000: Strong Medicine: Zwei Ärztinnen wie Feuer und Eis (Strong Medicine) (Fernsehserie, Episode 1x11)
- 2000: Baywatch – Die Rettungsschwimmer von Malibu (Baywatch Hawai'i) (Fernsehserie, Episode 11x10)
- 2001: Schatten der Leidenschaft (The Young and the Restless) (Fernsehserie, 3 Episoden)
- 2001: New York Cops – NYPD Blue (NYPD Blue) (Fernsehserie, Episode 9x03)
- 2001: Practice – Die Anwälte (The Practice) (Fernsehserie, Episode 6x07)
- 2002: Presidio Med (Fernsehserie, Episode 1x04)
- 2002: That Was Then (Fernsehserie, 2 Episoden)
- 2002–2003: Boston Public (Fernsehserie, 3 Episoden)
- 2003: Polizeibericht Los Angeles (Dragnet) (Fernsehserie, Episode 1x08)
- 2003: Lady Cops – Knallhart weiblich (The Division) (Fernsehserie, Episode 3x09)
- 2003: The West Wing – Im Zentrum der Macht (The West Wing) (Fernsehserie, 3 Episoden)
- 2003: CSI: Vegas (CSI: Crime Scene Investigation) (Fernsehserie, Episode 4x10)
- 2005: Stray (Kurzfilm)
- 2005: Für alle Fälle Amy (Judging Amy) (Fernsehserie, Episode 6x12)
- 2006: Charmed – Zauberhafte Hexen (Charmed) (Fernsehserie, Episode 8x17)
- 2006: Navy CIS (NCIS) (Fernsehserie, Episode 3x20)
- 2008: Criminal Minds (Fernsehserie, Episode 4x09)
- 2009: Serious Moonlight
- 2011: Dr. House (House, M.D.) (Fernsehserie, Episode 7x18)
- 2011: L.A. Noire (Videospiel)
- 2015: Repression (Kurzfilm)
- 2018: Corbin Nash